# Microlestria
Microlestria is een geslacht van wantsen uit de familie van de Reduviidae (Roofwantsen). Het geslacht werd voor het eerst wetenschappelijk beschreven door Carl Stål in 1872.

## Soorten
Het genus bevat de volgende soorten:

- Microlestria fuscicollis (Stål, 1860)
- Microlestria laevis Champion, 1899
- Microlestria plebeja (Stål, 1860)